# قطعنامه ۱۲۳۷ شورای امنیت
قطعنامه ۱۲۳۷ شورای امنیت سازمان ملل متحد که در تاریخ ۰۷ مه ۱۹۹۹ تصویب شد، سندی بین‌المللی دربارهٔ بررسی وضعیت تیمور است. این قطعنامه طی نشست ۳۹۹۸ام با ۱۵ رای موافق، ۰ مخالف و ۰ ممتنع تصویب شد.